# Найдорф (Краснодарский край)
Найдорф (бывш. хутор Нейдорф) — посёлок в Динском районе Краснодарского края России. Входит в состав Нововеличковского сельского поселения.

## География
Расположен на правом берегу реки Понура, в 35 км к северо-западу от Краснодара и в 6 км к северо-западу от центра сельского поселения — станицы Нововеличковской.

## История
Лютеранское село Нейдорф (в переводе с нем. — «Новое Село») основано в 1924 году российскими немцами из соседнего села Долиновское (Гнадау). В «Поселенных итогах переписи 1926 года по Северо-Кавказскому краю» значится как хутор Нейдорф. В указанном году вместе с селом Долиновским входил в состав Долиновского сельсовета Медведовского района Кубанского округа Северо-Кавказского края. По данным переписи в хуторе имелось 38 хозяйств, число жителей составляло 161 человек (в том числе 156 немцев). В 1941 году немецкое население Нейдорфа было депортировано в Северный Казахстан и Сибирь.

## Население
| 2002 | 2010 |
| ---- | ---- |
| 1018 | ↘994 |

## Улицы
- пер. Зелёный,
- пер. Земляничный,
- пер. Крайний,
- пер. Студенческий,
- пер. Тепличный,
- пер. Цветочный,
- ул. Береговая,
- ул. Вишнёвая,
- ул. Земляничная,
- ул. Короткая,
- ул. Крайняя,
- ул. Красная,
- ул. Набережная,
- ул. Садовая,
- ул. Студенческая,
- ул. Цветочная,
- ул. Центральная,
- ул. Школьная,
- ул. Юности,
- ул. Мира.[8]